# مصطفى حاجي (مفتي)
مصطفى حاجي هو مفتي عام بلغاريا، ولد في 31 مارس 1962 دراغينوفو في بلغاريا.